# Samseong (métro de Séoul)
Samseong (en coréen : 삼성역) est une station de passage de la ligne 2 du métro de Séoul. Elle est située sur la Téhéran-ro, à Samseong-dong, dans l'arrondissement de Gangnam-gu à Séoul en Corée du Sud. Elle dessert notamment la partie orientale du Teheranno, où se situent par exemple le Korea World Trade Center et le COEX Mall.
Ouverte en 1982, elle est desservie par les rames omnibus qui circulent sur la ligne 2.

## Situation sur le réseau

Plan du réseau (2023)

Établie en souterrain, la station Samseong est située sur la ligne circulaire de la ligne 2 du métro de Séoul entre les stations Seolleung, en direction de Hôtel de Ville, rotation dans le sens des aiguilles d'une montre, et Complex Sportif, en direction de Hôtel de Ville, rotation dans le sens inverse des aiguilles d'une montre.

## Histoire
La station Samseong est mise en service le 23 décembre 1982,.

## Services aux voyageurs

### Accès et accueil
Située à Samseong-dong, la station dispose de huit accès, numérotés de 1 à 8. Elle est équipée d'automate pour l'achat de titres de transport.

### Desserte
Samseong est desservie par les rames omnibus qui circulent sur la ligne 2.

Installations
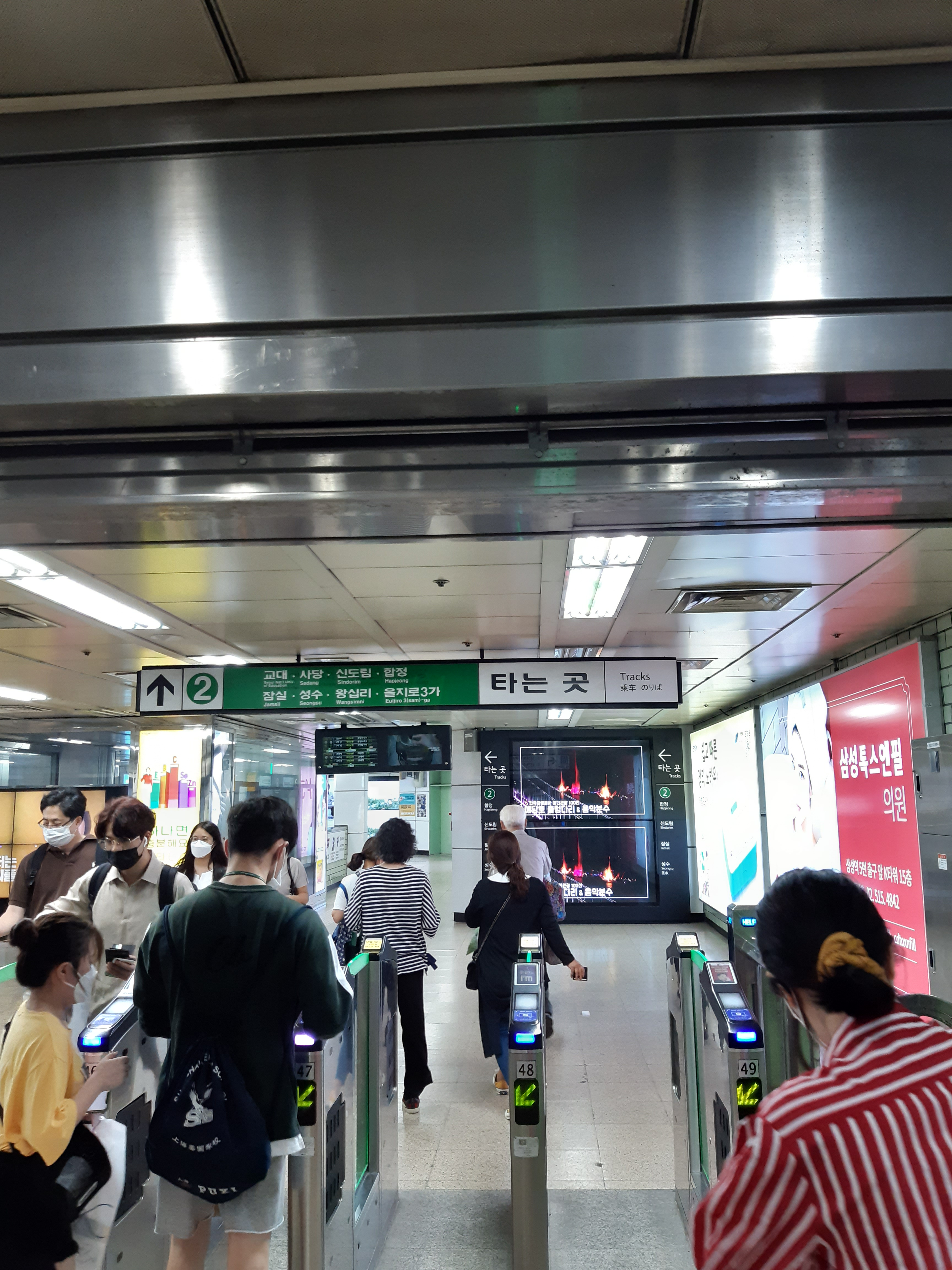
En 2020.
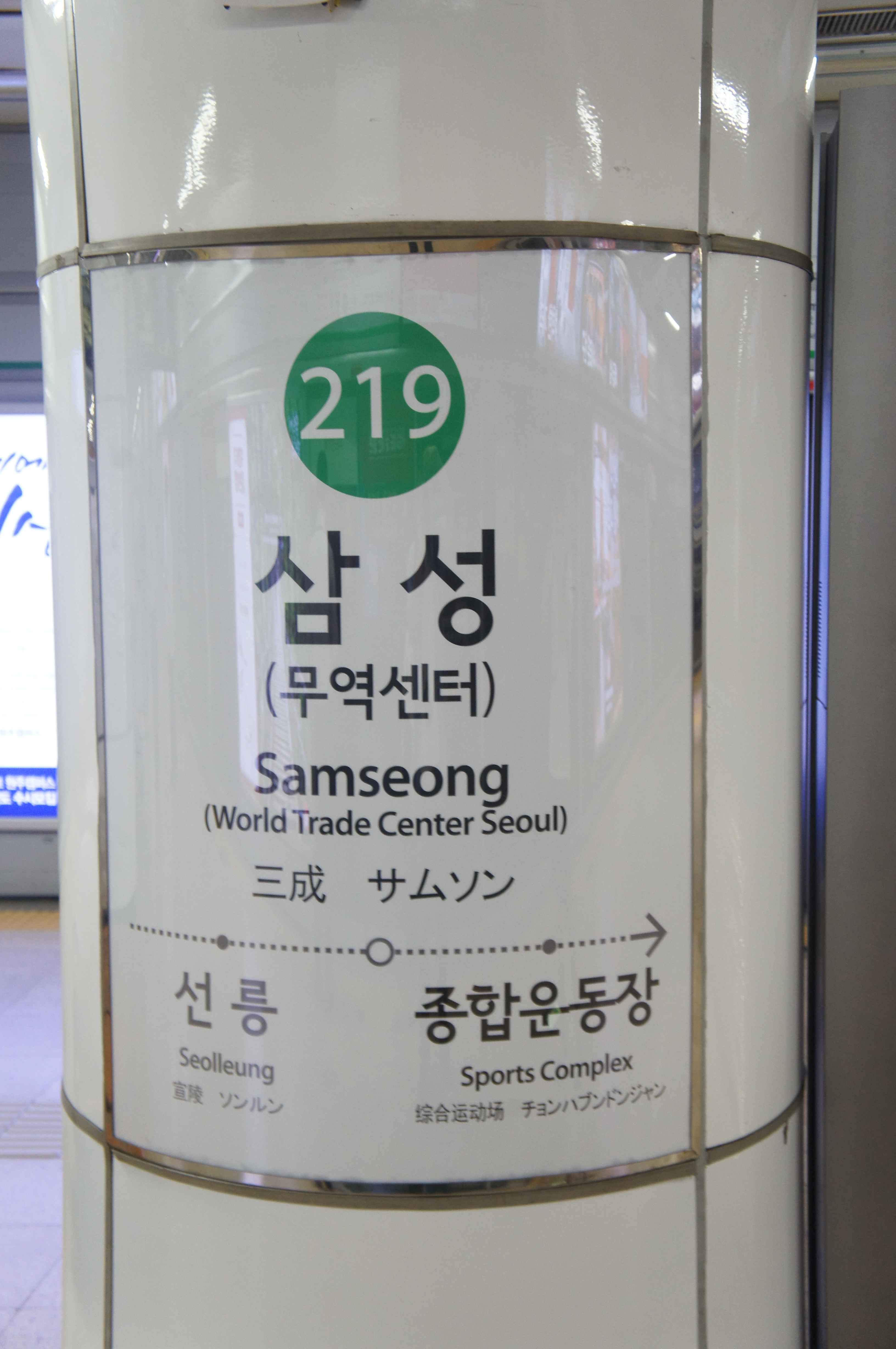
En 2016.
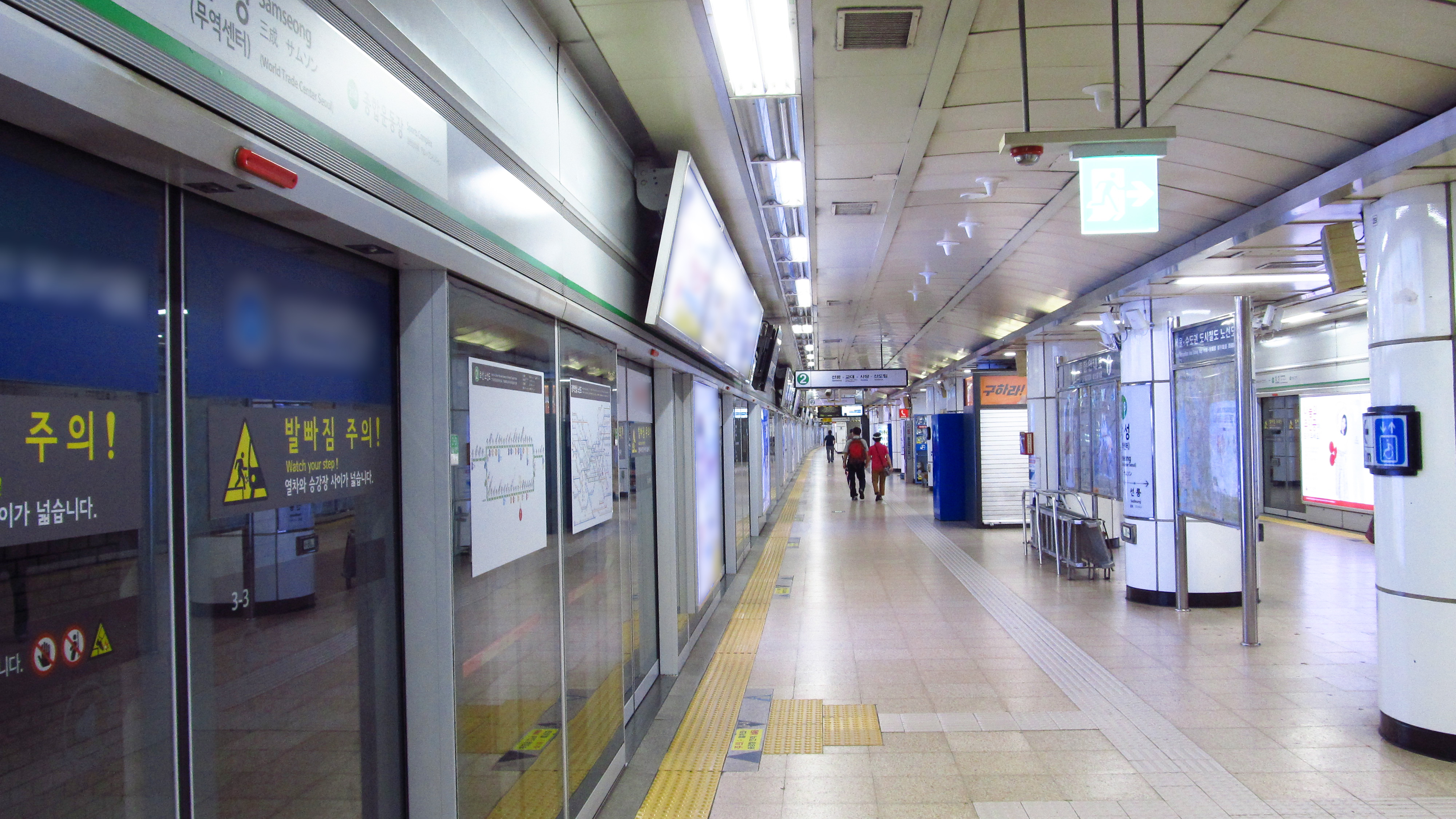
En 2018.

### Intermodalité
Des arrêts de bus urbains sont situés à proximité.

## À proximité
Elle dessert la partie orientale du Teheranno, où se situent par exemple le Korea World Trade Center et le COEX Mall, des sièges de grandes entreprises comme Korea Electric Power Corporation et la POSCO.